# Scinax constrictus
A Scinax constrictus a kétéltűek (Amphibia) osztályának békák (Anura) rendjébe és a levelibéka-félék (Hylidae) családjába tartozó faj.

## Előfordulása
A faj Brazília endemikus faja. Természetes élőhelye száraz szavannák, édesvizű mocsarak. A fajt élőhelyének elvesztése fenyegeti.